# Sammy Petrillo

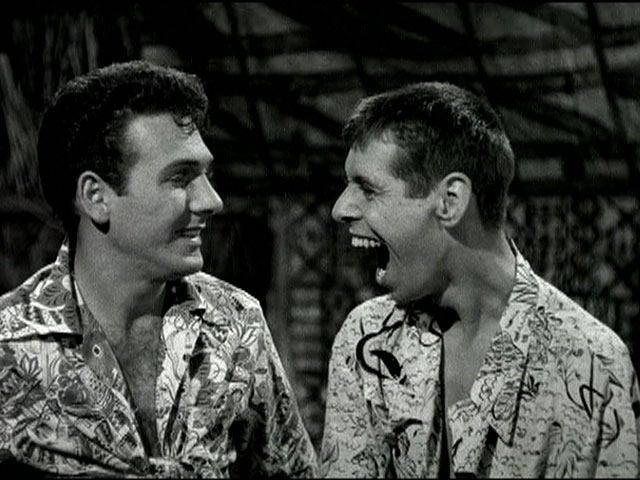
Petrillo (rechts) met Duke Mitchell in Bela Lugosi Meets a Brooklyn Gorilla.

Sammy Petrillo, geb. Sam Patrello, (New York, 24 oktober 1934 – aldaar, 15 augustus 2009) was een Amerikaans komiek. Hij was vooral gekend door zijn gelijkenis met Jerry Lewis.
Petrillo was afkomstig uit de Bronx en trad als 15-jarige voor het eerst op als dubbelganger van Jerry Lewis, in een televisieshow van Jerry Lewis op NBC. Hij ging nadien naar Los Angeles en vormde een komisch duo met de zanger Duke Mitchell. Samen speelden zij er "Martin & Lewis" in hun nachtclub. Zij speelden ook de rol van nachtclubuitbaters in de film Bela Lugosi Meets a Brooklyn Gorilla (1952). Hij speelde nadien nog mee in een paar andere films. Petrillo bleef tot in de jaren 1980 optreden in zijn club in Los Angeles en verhuisde later naar Pittsburgh, waar hij nog vele jaren optrad met een komische act in zijn club "Nut House".